# Litwa w Konkursie Piosenki Eurowizji
Litwa uczestniczy w Konkursie Piosenki Eurowizji od 1994. Konkursem w kraju zajmuje się litewski nadawca publiczny Lietuvos nacionalinis radijas ir televizija (LRT).
Dotychczas najlepszy wynik dla Litwy zdobył zespół LT United, który zajął szóste miejsce z utworem „We Are the Winners” w finale konkursu w 2006. Kraj dwukrotnie uplasował się na ostatnim miejscu: w finale konkursu w 1994 i w półfinale konkursu w 2005. 
Telewizja litewska wycofała się z udziału w konkursie w 1995 z powodu zajęcia niskiego miejsca podczas finału organizowanego rok wcześniej. Powróciła do stawki konkursowej w 1999, jednak w związku z osiągnięciem słabego wyniku podczas konkursu w 2002 znów nie mogła uczestniczyć w finale w 2003, ale już w 2004 powróciła do konkursu.

## Uczestnictwo
Litwa uczestniczy w Konkursie Piosenki Eurowizji od 1994. Poniższa tabela uwzględnia nazwiska wszystkich litewskich reprezentantów, tytuły konkursowych piosenek oraz wyniki w poszczególnych latach.
| Rok  | Wykonawca                       | Piosenka                           | Język                | Finał            | Finał            | Półfinał                | Półfinał                |
| Rok  | Wykonawca                       | Piosenka                           | Język                | Miejsce          | Punkty           | Miejsce                 | Punkty                  |
| ---- | ------------------------------- | ---------------------------------- | -------------------- | ---------------- | ---------------- | ----------------------- | ----------------------- |
| 1994 | Ovidijus Vyšniauskas            | „Lopšinė mylimai”                  | litewski             | 25               | 0                | Brak rundy półfinałowej | Brak rundy półfinałowej |
| 1999 | Aistė Smilgevičiūtė             | „Strazdas”                         | żmudzki              | 20               | 13               | Brak rundy półfinałowej | Brak rundy półfinałowej |
| 2001 | Skamp                           | „You Got Style”                    | angielski, ltiewski  | 13               | 35               |                         |                         |
| 2002 | Aivaras Stepukonis              | „Happy You”                        | angielski            | 23               | 12               |                         |                         |
| 2004 | Linas & Simona                  | „What’s Happened to Your Love?”    | angielski            | –                | –                | 16                      | 26                      |
| 2005 | Laura & The Lovers              | „Little by Little”                 | angielski            | –                | –                | 25                      | 17                      |
| 2006 | LT United                       | „We Are the Winners”               | angielski, francuski | 6                | 163              | 5                       | 162                     |
| 2007 | 4Fun                            | „Love or Leave”                    | angielski            | 21               | 28               | Top 10                  | Top 10                  |
| 2008 | Jeronimas Milius                | „Nomads in the Night”              | angielski            | –                | –                | 16                      | 30                      |
| 2009 | Sasha Son                       | „Love”                             | angielski, rosyjski  | 23               | 23               | 9                       | 66                      |
| 2010 | InCulto                         | „Eastern European Funk”            | angielski            | –                | –                | 12                      | 44                      |
| 2011 | Ewelina Saszenko                | „C’est ma vie”                     | angielski, francuski | 19               | 63               | 5                       | 81                      |
| 2012 | Donny Montell                   | „Love Is Blind”                    | angielski            | 14               | 70               | 3                       | 104                     |
| 2013 | Andrius Pojavis                 | „Something”                        | angielski            | 22               | 17               | 9                       | 53                      |
| 2014 | Vilija Matačiūnaitė             | „Attention”                        | angielski            | –                | –                | 11                      | 36                      |
| 2015 | Monika Linkytė i Vaidas Baumila | „This Time”                        | angielski            | 18               | 30               | 7                       | 67                      |
| 2016 | Donny Montell                   | „I’ve Been Waiting for This Night” | angielski            | 9                | 200              | 4                       | 222                     |
| 2017 | Fusedmarc                       | „Rain of Revolution”               | angielski            | –                | –                | 17                      | 42                      |
| 2018 | Ieva Zasimauskaitė              | „When We're Old”                   | angielski            | 12               | 181              | 9                       | 119                     |
| 2019 | Jurij Veklenko                  | „Run with the Lions”               | angielski            | –                | –                | 11                      | 93                      |
| 2020 | The Roop                        | „On Fire”                          | angielski            | Konkurs odwołany | Konkurs odwołany | Konkurs odwołany        | Konkurs odwołany        |
| 2021 | The Roop                        | „Discoteque”                       | angielski            | 8                | 220              | 4                       | 203                     |
| 2022 | Monika Liu                      | „Sentimentai”                      | litewski             | 14               | 128              | 7                       | 159                     |
| 2023 | Monika Linkytė                  | „Stay”                             | angielski            | 11               | 127              | 4                       | 110                     |
| 2024 | Silvester Belt                  | „Luktelk”                          | litewski             | 14               | 90               | 4                       | 119                     |
| 2025 | Katarsis                        | „Tavo akys”                        | litewski             | 16               | 96               | 6                       | 103                     |
| 2026 |                                 |                                    |                      |                  |                  |                         |                         |

## Historia głosowania w finale (1994–2025)
Poniższe tabele pokazują, którym krajom Litwa przyznaje w finale najwięcej punktów oraz od których państw litewscy reprezentanci otrzymują najwyższe noty.
| L.p. | Kraj    | Punkty |
| ---- | ------- | ------ |
| 1    | Ukraina | 165    |
| 2    | Szwecja | 142    |
| 3    | Rosja   | 129    |
| 4    | Łotwa   | 119    |
| 5    | Estonia | 113    |

| L.p. | Kraj            | Punkty |
| ---- | --------------- | ------ |
| 1    | Łotwa           | 161    |
| 2    | Irlandia        | 131    |
| 3    | Wielka Brytania | 125    |
| 4    | Estonia         | 85     |
| 5    | Gruzja          | 81     |
| 5    | Ukraina         | 81     |

## Faworyt OGAE
Międzynarodowe stowarzyszenie fanów Konkursu Piosenki Eurowizji OGAE rokrocznie od 2007 przeprowadza ankietę, w której każdy krajowy klub oraz OGAE Reszta Świata głosuje na wszystkie piosenki zgłoszone do konkursu przy użyciu tzw. systemu eurowizyjnego (1-7, 8, 10 i 12 punktów dla 10 najwyżej ocenionych utworów; klub nie może głosować na propozycję z własnego kraju). W 2020 w plebiscycie zwyciężyła litewska propozycja „On Fire” zespołu The Roop.